# Neodiaptomus lymphatus
Neodiaptomus lymphatus is een eenoogkreeftjessoort uit de familie van de Diaptomidae. De wetenschappelijke naam van de soort is voor het eerst geldig gepubliceerd in 1933 door Brehm.